# 34069 Andrewsteele
34069 Andrewsteele este o planetă minoră (asteroid), cu un diametru de 8,333 km, din centura de asteroizi. A fost descoperită pe 29 iulie 2000 la Stația Anderson Mesa de Lowell Observatory Near-Earth-Object Search. 
Obiectul prezintă o orbită caracterizată de o semiaxă mare de 3,1645389 UAi, o excentricitate de 0,07, o înclinație de 8,5387 ° în raport cu ecliptica.